# Pavel Cocârlă
Pavel Cocârlă (n.  1893, Ignăței, județul Orhei – d. secolul al XX-lea) a fost un meșteșugar, membru al Sfatului Țării.

## Biografie
La data de 27 martie 1918, Pavel Cocârlă a votat Unirea Basarabiei cu România.